# Xã South Wheatland, Quận Macon, Illinois
Xã South Wheatland (tiếng Anh: South Wheatland Township) là một xã thuộc quận Macon, tiểu bang Illinois, Hoa Kỳ. Năm 2010, dân số của xã này là 4.143 người.